# El Descamisado (España)
El Descamisado fue un periódico republicanista publicado en la ciudad de Barcelona (España) a comienzos del siglo XX.

## Historia
Este periódico semanario fue promovido por un grupo de jóvenes que se aglutinaban en torno a Alejandro Lerroux, figura destacada del republicanismo español y varias veces presidente del gobierno durante el periodo de la Segunda República. A partir de un discurso obrerista, anticlerical y anticatalanista, Lerroux consiguió politizar a las masas obreras y atrajo a una parte importante de los sectores inmigrantes. Éstos, para provocar, se autodenominan La Purria. Este periódico se caracterizó por un españolismo a ultranza y la burla contra cualquier simbología catalanista. 
El director del periódico fue el estudiante de Derecho Juan Moreno; mientras que sus redactores fueron Venancio Serrano Clavero, J. Peláez Tapia, Prudencio Bes, Mariano Castells, Enrique Tubau, Emilio Navarro y Domingo Gaspar, entre otros.
Probablemente, el primer número vio la luz el 10 de junio de 1906. Se trataba de un periódico semanario, pero que tuvo una frecuencia irregular hasta que en el año 1909 dejó de publicarse. El cierre del periódico estuvo motivado por la suspensión gubernativa luego de la revuelta de julio de 1909 en Barcelona, conocida como Semana Trágica, cuando los jóvenes lerrouxistas fueron señalados como los sospechosos ideales de haberla promovido o alimentado.